# José Agustín Ferreyra
José Agustín Ferreyra, cuyo apodo era "el Negro Ferreyra", fue un reconocido actor y director de cine que dirigió numerosas películas en las etapas iniciales del cine argentino. Nació en Buenos Aires el 28 de agosto de 1889 y falleció en la misma ciudad el 29 de enero de 1943; su afición a la pintura lo llevó a convertirse cuando aun era muy joven en uno de los primeros escenógrafos teatrales argentinos, lo que a su vez lo condujo a la realización cinematográfica.   
Se inició en el cine mudo y continuó después de la llegada del cine sonoro y la Época de Oro del cine argentino, y dirigió películas entre 1915 y 1941, en la mayoría de las veces con recursos económicos y técnicos muy modestos pero mostrando siempre una gran pasión por lo que hacía. Fue también un compositor de tangos que, en general, se vinculaban a los filmes que realizaba.
Sus películas con un marcado localismo estético reflejaban fundamentalmente los personajes y situaciones del suburbio porteño, lo que no le impidió realizar algunos de los primeros filmes de Libertad Lamarque con los cuales comenzó una etapa de gran penetración del cine argentino en Latinoamérica. 

## Primeros años
Ferreyra nació en el barrio de Constitución de Buenos Aires en una vieja casa que sus padres alquilaban a los curas vicentinos. Su padre Juan Ferreyra era de ascendencia europea y tuvo diversas ocupaciones, siempre en forma autónoma, algunas de las cuales incluían viajes al interior y al exterior, su madre Manuela Teresa del Corazón de Jesús Saavedra era afrodescendiente. Durante sus estudios primarios se destacó en dibujo y pintura y también comenzó a aprender a tocar el violín pero el aprendizaje fundamental para sus futuras actividades lo hacía en las calles de su barrio.
En su adolescencia comenzó a concurrir al almacén y despacho de bebidas ubicado en Entre Ríos y Garay de Buenos Aires ya que su amigo Atilio Malinverno era el hijo del dueño. Como era un lugar frecuentado por artistas, desde payadores hasta pintores y escritores, esto lo puso en contacto con escritores como Enrique Banchs y artistas plásticos como Miguel Petrone, Ángel Domingo Vena, Ceferino Carnacini, entre otros. Ferreyra participaba en sus conversaciones, escuchaba las opiniones, intervenía en las polémicas y, en fin, adquiría en esa forma desordenada y directa nuevos conocimientos. 

## Comienzos como artista plástico
Por aquella época comenzó a pintar y ello lo llevó en 1907 a convertirse junto con Atilio Malinverno en los primeros escenógrafos argentinos que trabajaron en el teatro Colón, haciéndolo hasta 1910 bajo la enseñanza del maestro Ferri, traído por el teatro desde la Scala de Milán. Dejó el Colón para cumplir el servicio militar obligatorio y al finalizarlo abrió con Atilio Malinverno un taller de escenografía que mantuvieron aproximadamente hasta fines de 1914, en que Atilio Malinverno pasó a dedicarse de lleno a la pintura mientras Ferreyra se encaminaba al cine. 

## Labor en el cine

### Sus inicios
Ferreyra leía mucho aunque sin orden, y veía cine; en especial le gustaban Chaplin, Ince, Griffith y el cine sueco. En 1915 se produjo un acontecimiento especial en el cine argentino con el estreno de Nobleza gaucha, una de las películas con mayor éxito económico y de público en el país. El mismo año Ferreyra sin otra experiencia previa que no fuera la de espectador debutó en el cine como actor y realizador con la película Una noche de garufa (Las aventuras de Tito).
El filme no tuvo difusión y solo fue mostrado en una función privada en el Cine Colón de Plaza Lorea. En 1916 dirigió La isla misteriosa y La fuga de Raquel sin repercusión alguna. El 9 de abril de 1917 se estrenó en el cine Real El tango de la muerte con guion, dirección y escenografía de Ferreyra e interpretado por María Reino, Margarita Piccini, Nelo Cosimi, Manuel Lamas y Pascual Demarco. El productor del filme fue Gumersindo F. Ortiz, propietario además de los estudios de filmación.

### Llega el tango canción
El 20 de abril de 1918 se produjo un acontecimiento que marcó el inicio de una nueva etapa del tango y que influiría no solamente en la música sino también en el cine y el teatro. Se trata del estreno en el teatro Esmeralda (llamado luego teatro Maipo) del sainete Los dientes del perro de José González Castillo y Alberto T. Weisbach en cuya puesta en escena el director de la obra Elías Alippi incorporó la ejecución de Mi noche triste de Pascual Contursi y Samuel Castriota que, si bien no fue el primer tango canción, hay consenso en considerar que por la trascendencia que tuvo su estreno se debe tomar como punto de partida de esta etapa que mostraría el predominio absoluto de obras en cuyas letras se contaban historias.
Ferreyra no fue ajeno a esta corriente y fue así que realizó varios filmes con los mismos temas que aparecían en los tangos canción o directamente inspirados en los mismos, reflejando el paisaje ciudadano y los dramas personales de sus habitantes. Así Buenos Aires ciudad de ensueño (1922), Melenita de oro (1923) sobre el tango de José Bohr, La maleva (1923), sobre el tango del violinista Antonio Buglione, Mientras Buenos Aires duerme (1924) en el que participaba como extra el bandoneonista Anselmo Alfredo Aieta.
El 19 de mayo de 1925 se estrenó en el cine Metropol Mi último tango con dirección de Ferreyra y la actuación de Nora Montalbán, Percival Murray, Elena Guido, Rafael de los Llanos y Julio Donadille. El 13 de octubre del mismo año se dio a conocer en los cines Alvear, Gaumont, Paramount y Select Lavalle, El organito de la tarde sobre argumento de José González Castillo y Cátulo Castillo y la actuación de María Turgenova, esposa de Ferreyra, en el papel de Esthercita; Julio Donadille, Mecha Cobos, Arturo Forte, Lilita Llopis y Álvaro Escobar. Fue producida por Colon Film de Luis y Vicente Scaglione.
El filme Calles de Buenos Aires fue rodado por Ferreyra íntegramente en exteriores de la ciudad con la actuación de Guillermo Casali, Nelly Ayllón, Leonor Fernández, Enrique Maza, Mario Soffici y Miguel Gómez Bao e incluye diversas canciones, algunas de ellas a cargo de la orquesta de jazz de Rudy Ayala.
En 1926 dirigió La costurerita que dio aquel mal paso sobre el conocido soneto homónimo de Evaristo Carriego.

### Comienza el cine con sonido
Por iniciativa de Federico Valle, un impulsor del cine argentino, Ferreyra acometió en 1930 la filmación de El cantar del gaucho. La película fue pensada y realizada como filme sin sonido pero una vez terminada se encaró una precaria sonorización sincronizada, sin diálogos sino limitada a un acompañamiento musical en el cual María Turgenova cantaba un tango. A continuación ese mismo año filmó El cantar de mi ciudad pero ya pensada con un acompañamiento musical, que se estrenó un mes antes que la anterior. Los dos filmes tuvieron serias falencias técnicas y al año siguiente filmó Muñequitas porteñas  en el que se incluye el tango Muñequita de Adolfo Carlos Herschel y Francisco Lomuto que fue el primer largo metraje rodado en la Argentina, totalmente sonoro por el sistema Vitaphone.
Couselo opinó que:

...era una película enteramente sonora pero Ferreyra cuidó de que no fuera abusivamente sonora. De no abusar de diálogos, de música, de ruidos...Toda la primera parte, de filmación callejera, cautiva por su frescura, por su contagiosa raigambre porteña, hasta por sus alardes de montaje, con el tranvía que lleva a la pareja fundido en las calles céntricas, en los kioskos, los negocios, los carteles, los vehículos, los tipos populares...Esa extraordinaria ráfaga de poesía cotidiana no se corresponde a un argumento que en los vericuetos del diálogo oral pierde las virtudes repentistas que a Ferreyra singularizaron en las imágenes mudas...La trama fue llevada con calidez y fluidez narrativa y los toques de comicidad dosificados con sentido del espectáculo...Hacia el final, cuando el melodrama adquiere sus tonalidades más indisimulables, la resolución semidocumental, con abigarradas notas ribereñas, retrotrae al encanto inicial y rescata al film en su virtud mayor: la visión de Buenos Aires...En lo que a captación de la realidad, percepción de lo inmediato, Ferreyra se anticipa -cámara en mano o como sea- en mucho tiempo al cine de la última postguerra, desde el neorrealismo italiano a la nouvelle vague francesa".

En 1934 filmó Mañana es domingo en la que se destacó el actor José Gola en la que Domingo Di Núbila califica como la primera "interpretación esencialmente cinematográfica" del cine argentino. Luego vinieron Puente Alsina (1935) con la actuación de José Gola y Ayúdame a vivir (1936) con Libertad Lamarque actuando y cantando en "una especie de ópera tanguera, una forma peculiar de folletín donde las cumbres emocionales llevarán a exaltaciones líricas.
Sobre este filme se ha escrito además que "la innovación introducida según idea de Lamarque -proseguir el diálogo con un tango diegético y de un dramatismo catártico- fue una revelación inesperada y la consagró en toda América. Nadie hubiera pensado que, desde los modestos estudios S.I.D.E. saldría la primera película argentina, en condiciones de competir en el mercado cinematográfico latinoamericano con Estados Unidos." y con referencia a esta película escribió el crítico Calki sobre el director: "Hasta ese punto fue innovador; halló una receta que más tarde iba a explotar Hollywood en tantas comedias musicales, cortar un diálogo, en plena situación romántica o dramática, y transformarlo en una canción; en nuestro caso un tango"
Por su parte el crítico de cine Jorge Miguel Couselo opinó que: 

"Arrastrado por la ola comercial Ferreyra se disminuía sin perder sus virtudes: la narración estaba llevada con el máximo posible de fluidez y evitaba un excesivo apoyo en el diálogo, fugases exteriores cordobeses procuraban un respiro reminiscente del cine mudo, la composición de la imagen era cuidada, había cierto calor en lo descriptivo a pesar de faltar el regusto habitual del director en tipos populares y en detalles característicamente ciudadanos. El conjunto no desmerecía la intención, efectivamente lograda, de fabricar en la figura canora de Libertad Lamarque la primera estrella de fuerza arrolladora del cine argentino."

Di Núbila luego de referir que el episodio personal vivido en esa época por Libertad Lamarque pudo haber contribuido a la identificación del público con la protagonista apunta que "otros pluses que contribuyeron al fenomenal éxito fueron su desarrollo ágil en escenas cortas, bastante acción en el seguimiento con travellings, abundancia de exteriores, algunos decorados de inusual amplitud y, en general, una diversidad visual habilidosamente planificada a partir de un ambiente de clase media alta que era todavía novedoso en la pantalla nacional."
El sonido de la película significó una mejora considerable respecto de las anteriores pues se hizo con el sistema Sidefon, desarrollado y operado por Alfredo y Fernando Murúa, y así se anunciaba en los títulos la película con "Sincronización musical con orquesta de 50 profesores y coro femenino de 20 voces bajo la dirección de Vázquez Vigo". Libertad Lamarque comenzó a ser llamada "La Estrella Máxima de América Latina" y para tener idea de la repercusión del filme en algunos países se cita que en Cuba la expresión "Ayúdame a vivir" se incorporó al lenguaje popular al punto que durante bastante tiempo se usó como sinónimo del pocillo de café cortado con leche.
Al año siguiente filma Muchachos de la ciudad en la que actúa la orquesta de Elvino Vardaro acompañando a Herminia Franco cantandoAsí es el tango y a Carlos Dante interpretando el tango Ciudad. Vuelve luego a filmar con Libertad Lamarque las películas Besos brujos (1937) y La ley que olvidaron (1937). Si bien Besos brujos se basa en un cuento de Enrique García Velloso, este escritor en una carta pública repudió el filme considerando que desvirtuaba el cuento artística y literariamente tanto en el lenguaje como en la acción. La película trata de una cancionista secuestrada en la selva por un estanciero enamorado que luego renuncia a sus pretensiones al darse cuenta de que el amor de ella pertenece a un novio que va a liberarla y es mordido por una víbora venenosa; fue prolijamente realizada por Ferreyra buscando el lucimiento de Lamarque a quien de nuevo acompañaba Delbene como galán. El argumento de La ley que olvidaron es de José González Castillo, un escritor con reconocidas inquietudes sociales, sobre una empleada doméstica a quien primero le endilgan una criatura para proteger la honra de una señorita de posición social y luego se la quitan. Las dos películas fueron "campeonas de boletería".
Sobre las tres películas dirigidas por Ferreyra escribió Libertad Lamarque: 

"Son películas a las que quiero y les estoy sumamente agradecida, porque con ellas al frente, el cine argentino invadió no sólo todos los mercados de Iberoamérica, sino que me marcaron con un inamovible sello de 'estrella' hasta hoy. Fueron películas técnica y artísticamente modestas, pues el que más  y el que menos todos éramos aficionados y sin posibilidad de mejores recursos para poder levantar la puntería; pero fueron hechas con mucho cariño, y con el mismo cariño recibidas por el público. Hoy, como antaño, no sólo con amor, sino también con añoranzas, aunque haya escenas que a mí misma me causan risa"

Vino luego Sol de primavera, su último argumento original, una película más romántica que folletinesca, con muy buena factura y avances en el sonido, sobre dos hermanos que pretenden a su hermana adoptiva. Le siguió La que no perdonó (1938), la película mejor filmada por Ferreyra, pero hecha sobre un libro de Hugo Wast cuyo espíritu propio del siglo XIX chocaba con el de la época en que fue filmada y en la que realiza un notable trabajo la actriz Elsa O'Connor. En este punto el realizador se desvinculó de la productora SIDE por lo cual sus restantes cuatro películas están hechas al margen de la estructura industrial.  Las tres primeras fueron protagonizadas por Elena Lucena que había popularizado en la radio el personaje de Chimbela, una muchacha de barrio simple y dicharachera.   y muestran una gran fragildad narrativa. En la primera el personaje, que da su nombre al filme rodado en 1939, se enamora de un prófugo acusado de homicidio a quien protege. Contiene los elementos clásicos del barrio: el conventillo, el puesto de cigarrillos, la niña con mejor pasar que el resto, el galán, los comentarios del barrio. La siguiente fue El ángel de trapo (1940) sobre una joven adoptada por un director de orquesta que resulta ser hija de un millonario, que añadía a las deficiencias de la trama unos "diálogos atrozmente endebles" y la tercera Pájaros sin nido (1940) modesta producción de la cual el crítico Roland destacó su simpleza, humildad y ansia de sinceridad en tanto Calki calificó como "folletín casero". El último filme de Ferreyra, rodado cuando ya estaba enfermo, fue La mujer y la selva (1941), ambientada en el Chaco, que trata sobre el dueño de un quebrachal que secuestra a la cancionista de la que se había enamorado y que le había hecho perder su fortuna, para finalizar enamorados. Los únicos méritos que pudo encontrarle la crítica fueron las filmaciones de exteriores retratando la vida en los obrajes.

## Fallecimiento
José Agustín Ferreyra murió en Buenos Aires de cáncer de garganta el 29 de enero de 1943. En 1924 había contraído matrimonio con María Turgenova y permanecieron casados durante siete años.

## Tangos compuestos por Ferreyra
El tango estuvo presente en toda la filmografía de Ferreyra a partir de El tango de la muerte y sin llegar a ser un compositor profesional hizo las letras de varios tangos. Para La muchacha del arrabal de 1922 escribió en colaboración con Leopoldo Torres Ríos la letra del tango del mismo nombre, con música de Roberto Firpo. La obra acompañaba la exhibición de la película ejecutada por la orquesta de Firpo ubicada en el foso del escenario donde se mostraba el filme. Este tango fue grabado por Carlos Gardel en 1923 para discos Odeón con el título acortado de La muchacha. 
Para el filme Mi último tango estrenado el 19 de mayo de 1925 en el cine Metropol, Ferreyra escribió la letra del tango Y reías como loca con música de Eduardo Pereyra, en el cual el tema es la prostituta vencida por la vida que solo se libera con la muerte.
Gardel grabó este tango en España, en la empresa Trasocean de Barcelona en 1928 con las guitarras de Ricardo y Barbieri.
Cuando se estrenó el filme El organito de la tarde  su proyección se acompañaba con la ejecución en vivo del tango del mismo nombre de José González Castillo y de otro llamado El alma de la calle que tenía letra de Ferreyra y música de Raúl de los Hoyos que seguía la misma línea evocativa que el anterior. Este tango de Ferreyra estaba dedicado al maestro Arturo de Bassi y fue grabado por Gardel en 1926.
Para Muchachita de Chiclana (1925) Ferreyra escribió el tango homónimo sobre música de Anselmo Aieta para ser ejecutado durante la exhibición, y que más adelante grabaría Francisco Canaro. La letra, al igual que el filme, trata de la muchachita de arrabal arrastrada hacia el vicio y el pecado.
Para Calles de Buenos Aires escribió en colaboración con Nolo López y música de Guillermo Casali el tango Redención.

## Valoración
José Agustín Ferreyra hizo un cine de marcado color localista en lo puramente estético, no de mensaje o de protesta pero sí testimonial. Señala el crítico Domingo Di Núbila que Ferreya "captó la fuerza plástica y la sugerencia de ciertas imágenes de la realidad, preferentemente del arrabal, hasta ser capaz de despertar lágrimas en los espectadores con sólo el enfoque de algunos chicos jugando a la pelota o de desparramar una dulce melancolía con su visión de un organillero alejándose hacia el ocaso"
Mario Soffici escribió en la revista Cine el 12 de febrero de 1943: “Ferreyra quiso llevar a los pueblos americanos su mensaje espiritual concretado en sus primeras películas. Había captado el alma del arrabal porteño, las vidas sencillas, los conflictos domésticos, los hombres humildes y las niñas románticas...No tuvo suerte. Todo le fue de mal en peor...”. Leopoldo Torre Rios había anticipado “...la pobreza trágica de Ferreyra” en una nota publicada en la Revista del Exhibidor del 18 de agosto de 1926 con motivo del éxito de La muchacha del arrabal.
Manuel Peña Rodríguez ve a Ferreyra como "el hombre de los comienzos, constructor sin mucha disciplina. No había en él preparación. Por el contrario, hay en él despreocupación, tal vez bohemia anárquica". Reconoce que ha hecho películas de ambiente rural como Campo afuera y La vuelta al pago pero, agrega, "su legítima fuente de inspiración estará en los motivos humildes de la gran ciudad, en el suburbio y sus flores sentimentales, en el malevaje y las percantas, en las empleaditas propicias al tronchamiento y los patrones licenciosos, en el dolor, los amores y las pasiones de los pobres"

## Así fue visto
El periodista Julián Rielar describió a Ferreya como 

"alto, delgado, morocho, de cabello ondulado, ojos inquietos y vivaces, de andar lento y hablar calmoso; espiritualmente, profundamente afectivo, con una reserva de romanticismo, de cuño auténticamente permanente, de esperanza constantemente despierta; apegado a la tierra en cuanto al trabajo puro, referido a la altura tocante a la creación verdadera"

Por su parte Couselo escribió que Ferreyra: 

"Era, pues, esencialmente intuitivo y autodidacta en todo, formado a los saltos. Lo alumbraban una viva inteligencia y ramalazos de talento natural. En el diálogo se imponía, infundía respeto, cautivaba. Tenía autoridad de caudillo. Minuto a minuto vivía la vida con regusto sensual, la gustaba y la gastaba. De contenido temperamento nervioso, rara vez el cigarrillo le caía de los labios. Amaba las tertulias y febrilmente trataba de encauzarlas hacia un proyecto concreto de cualquier índole, presto a acaudillar resueltamente, a suplir vacantes. Aunque a fuerza de intuitivo lo acuciaba el ansia de realizar y nunca terminaba las cosas del todo, redondeándolas como en borrador. Las mujeres y los amigos lo recuerdan vehemente y tornadizo en el amor.(...) Propenso, más que a la soledad, al ensimismamiento, fue sin embargo pródigo y sin dobleces en la amistad, tan receptivo como accesible. (...)La amistad no impedía el respeto, una cierta distancia, la tolerancia de admitir por igual sus largos silencios o su intempestiva entrega al diálogo. La rueda de café se interrumpía a veces, cuando el negro se escapaba hasta la librería más cercana para volver con un cuaderno escolar, donde ya mismao borroneaba ocurrencias e ideas de una próxima película, realizable o no"

## Filmografía
Como director
- La mujer y la selva (1941)
- Pájaros sin nido (1940)
- El ángel de trapo (1940)
- Chimbela (1939)
- La que no perdonó (1938)
- La ley que olvidaron (1938)
- Besos brujos (1937)
- Muchachos de la ciudad (1937)
- Sol de primavera (1937)
- Ayúdame a vivir (1936)
- Puente Alsina (1935)
- Mañana es domingo (1934)
- Calles de Buenos Aires (1934)
- Rapsodia gaucha (1932)
- Muñequitas porteñas (1931)
- La canción del gaucho (1930)
- El cantar de mi ciudad (1930)
- Perdón, viejita (1927)
- Muchachita de Chiclana (1926)
- La costurerita que dio aquel mal paso (1926)
- La vuelta al bulín (1926)
- Mi último tango (1925)
- El organito de la tarde (1925)
- El arriero de Yacanto (1924)
- Mientras Buenos Aires duerme (1924)
- Odio serrano (1924)
- La leyenda del Puente Inca (1923)
- Melenita de oro (1923)
- Corazón de criolla (1923)
- La maleva (1923)
- La chica de la calle Florida (1922)
- La muchacha del arrabal (1922)
- Buenos Aires, ciudad de ensueño (1922)
- La gaucha (1921)
- Palomas rubias (1920)
- De vuelta al pago (1919)
- Campo ajuera (1919)
- El tango de la muerte (1917)
- Venganza gaucha (1917)
- La fuga de Raquel (1916)
- La isla misteriosa (1916)
- Una noche de garufa (1915)

Como argumentista
- Pájaros sin nido (1940)
- La que no perdonó (1938)
- Besos brujos (1937)
- Muchachos de la ciudad (1937)
- Sol de primavera (1937)
- Ayúdame a vivir (1936)
- Puente Alsina (1935)
- Mañana es domingo (1934)
- Calles de Buenos Aires (1934)
- Rapsodia gaucha (1932)
- Muñequitas porteñas (1931)
- La canción del gaucho (1930)
- El cantar de mi ciudad (1930)
- Perdón, viejita (1927)
- Muchachita de Chiclana (1926)
- La vuelta al bulín (1926)
- Mi último tango (1925)
- El organito de la tarde (1925)
- El arriero de Yacanto (1924)
- Mientras Buenos Aires duerme (1924)
- Odio serrano (1924)
- La leyenda del Puente Inca (1923)
- Melenita de oro (1923)
- Corazón de criolla (1923)
- La maleva (1923)
- La chica de la calle Florida (1922)
- La muchacha del arrabal (1922)
- Buenos Aires, ciudad de ensueño (1922)
- La gaucha (1921)
- Palomas rubias (1920)
- De vuelta al pago (1919)
- Campo ajuera (1919)
- El tango de la muerte (1917)
- Venganza gaucha (1917)
- La fuga de Raquel (1916)
- Una noche de garufa (1915)

Escenografía
- La costurerita que dio aquel mal paso (1926)
- Buenos Aires, ciudad de ensueño (1922)
- La gaucha (1921)
- Palomas rubias (1920)
- De vuelta al pago (1919)
- Campo ajuera (1919)
- El tango de la muerte (1917)
- Venganza gaucha (1917)
- La fuga de Raquel (1916)
- Una noche de garufa (1915)

Como productor
- Calles de Buenos Aires (1934)
- Muchachita de Chiclana (1926)
- Mientras Buenos Aires duerme (1924)
- La gaucha (1921)

Compositor del tema musical
- Calles de Buenos Aires (1934)

Como actor
- Una noche de garufa (1915)